# Ед Гарріс
Едвард Аллен (Ед) Гарріс (англ. Edward Allen (Ed) Harris; нар. 28 листопада 1950, Енглвуд, Нью-Джерсі, США) — американський актор, чотириразовий номінант на премію «Оскар» (1996, 1999, 2001, 2003) і володар двох премій «Золотий глобус» (1999, 2013). Найвідоміший за ролями у фільмах  «Безодня», «Аполлон-13», «Скеля», «Шоу Трумена», «Ігри розуму», «Виправдана жорстокість» і «Аппалуза» .

## Біографія
Ед Гарріс народився у місті Енглвуд, що у штаті Нью-Джерсі, у родині турагента Маргарет та продавця Роберта, який співав у хорі разом з Фредом Ворінгом, а після працював у книжковому магазині в Інституті мистецтв Чикаго. Виріс майбутній актор в місті Тенафлай.
У шкільні роки активно займався спортом. Досяг значних успіхів в американському футболі та бейсболі, завдяки чому отримав спортивну стипендію, яка дозволила йому вступити до престижного Колумбійського університету. Однак незабаром заняття спортом набридли Гаррісу, і вже 1971 року, кинувши навчання, він перебрався до Оклахоми, де на той момент проживали його батьки.

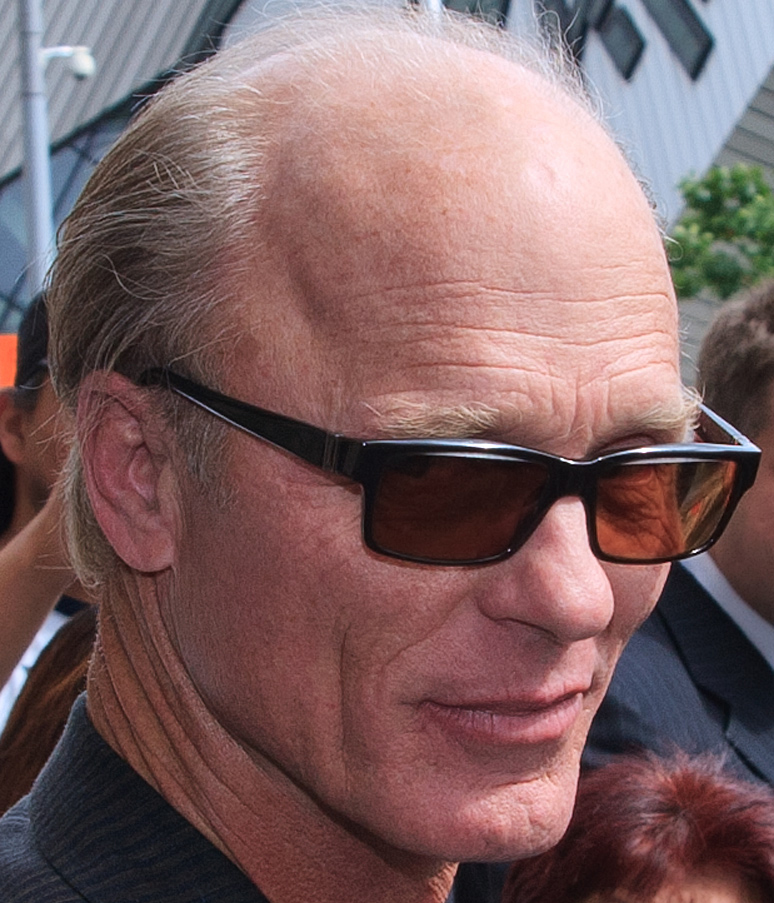
Ед Гарріс на Кінофестивалі в Торонто, 2010 рік

Театром захопився в університеті Оклахоми, який також незабаром залишає, вирушаючи на пошуки слави в Лос-Анджелес. Вищу освіту актор все-таки отримав у Каліфорнійському інституті мистецтв, але це сталося набагато пізніше.
Як і більшість голлівудських акторів, спочатку працює на телебаченні з невеликими ролями у серіалах та малопомітних телефільмах. Першою роботою у великому кіно стала невелика роль у трилері Майкла Крайтона «Кома» (1978). У наступні кілька років грає кілька невеликих ролей у низькобюджетних малопомітних картинах. Найпомітнішою роботою за цей період була роль в історичній драмі Філіпа Кауфмана «Справжні чоловіки» (1983). Відсутність у ці роки серйозних ролей актор компенсував участю у різних театральних постановках.
Значний імпульс кар'єрі актора надала блискуче зіграна головна роль у фантастичному трилері Джеймса Кемерона «Безодня» (1989). Роль у цій картині приносить акторові світову популярність та декілька запрошень до високобюджетних проектів. У 1990-і роки актор з успіхом знімається у ряді блокбастерів. Серед цих робіт слід особливо відзначити бойовик  «Скеля» (1996), де герой грає роль бригадного генерала Френсіса Гаммела, що став терористом, щоб допомогти сім'ям своїх полеглих солдатів. Гра Гарріса відрізняється глибоким психологізмом та драматизмом: незважаючи на вчинений злочин, його персонаж викликає співчуття.
З 1983 року одружений з акторкою Емі Медіган, мають дочку Лілі.

## Фільмографія
Жирним шрифтом виділені найбільш значущі фільми в кар'єрі.
| Рік       | Назва                         | Роль                             | Примітки, номінації та нагороди |
| --------- | ----------------------------- | -------------------------------- | --- |
| 1978      | Кома                          | співробітник моргу № 2           | перша роль |
| 1980      | Прикордонна смуга             | Готчкісс                         | |
| 1981      | Лицарі на колесах             | Біллі                            | |
| 1982      | Калейдоскоп жахів             | Ганк Блейн                       | |
| 1983      | Справжні чоловіки             | Джон Гленн                       | |
| 1983      | Під вогнем                    | Оутс                             | |
| 1984      | Перезмінка                    | Джек Волш                        | |
| 1984      | Місця в серці                 | Вейн Ломакс                      | |
| 1984      | Зелена спалах                 | Джиммі Вінг                      | |
| 1985      | Кодове ім'я: Смарагд          | Гас Ленг                         | |
| 1985      | Залив Аламо                   | Шенг                             | |
| 1985      | Солодкі мрії                  | Чарлі Дік                        | |
| 1987      | Вокер                         | Вільям Вокер                     | |
| 1987      | Останній невинний             | Гаррі Неш                        | |
| 1988      | Вбити священика               | Штефан                           | |
| 1989      | Стилет                        | Девід «Студент» Фленніган        | Номінація-Премія «Золотий глобус» за найкращу чоловічу роль другого плану — Кінофільм |
| 1989      | Безодня                       | Вірджіл «Бад» Брігман            | номінація на премію «Сатурн» за найкращу чоловічу роль |
| 1990      | Стан несамовитості            | Френкі Фленнері                  | |
| 1991      | Періс Траут                   | Гаррі Сігрейва                   | |
| 1992      | Американці                    | Дейв Мосс                        | приз Міжнародного кінофестивалю у Вальядоліді за найкращу чоловічу роль |
| 1992      | Удачливі партнери             | Г'ю Гетевей                      | |
| 1993      | Фірма                         | Вейн Терренс                     | |
| 1993      | Нагальні речі                 | шериф Алан Пенгборн              | |
| 1994      | Кишенькові гроші              | Том Віллер                       | |
| 1994      | Порцеляновий місяць           | Кайл Бодін                       | |
| 1994      | Протистояння                  | генерал Старкі                   | |
| 1995      | Ніксон                        | Е. Говард Гант                   | |
| 1995      | Аполлон-13                    | Джин Кранц                       | Премія Гільдії кіноакторів США за найкращу чоловічу роль другого плану Номінація-Премія «Оскар» за найкращу чоловічу роль другого плану Номінація-Премія «Золотий глобус» за найкращу чоловічу роль другого плану — Кінофільм |
| 1995      | Справедливий суд              | Блер Салліван                    | |
| 1996      | Скеля                         | генерал Френсіс Гаммел           | |
| 1996      | Око за око                    | Мак Макганн                      | |
| 1997      | Абсолютна влада               | Сет Френк                        | |
| 1998      | Мачуха                        | Люк Гаррісон                     | |
| 1998      | Шоу Трумена                   | Крістоф                          | Премія «Золотий глобус» за найкращу чоловічу роль другого плану — Кінофільм Номінація-Премія «Оскар» за найкращу чоловічу роль другого плану Номінація-Премія BAFTA за найкращу чоловічу роль другого плану |
| 1999      | Третє диво                    | Френк Шор                        | |
| 2000      | Поллок                        | Джексон Поллок                   | Номінація-Премія «Оскар» за найкращу чоловічу роль Номінація-Премія Satellite Awards за найкращу чоловічу роль — драма |
| 2000      | Шахраї                        | Келлі Грант                      | |
| 2000      | Пробудження мерців            | Джеррі Кармайкл                  | |
| 2001      | Ігри розуму                   | агент Паркер                     | Номінація-Премія Satellite Awards за найкращу чоловічу роль другого плану Номінація-Премія Гільдії кіноакторів США за найкращий акторський склад в ігровому кіно |
| 2001      | Солдати Буффало               | полковник Берман                 | |
| 2001      | Ворог біля воріт              | майор Кеніг                      | |
| 2002      | Години                        | Річард Браун                     | Номінація-Премія «Оскар» за найкращу чоловічу роль другого плану Номінація-Премія BAFTA за найкращу чоловічу роль другого плану Номінація-Премія «Золотий глобус» за найкращу чоловічу роль другого плану — Кінофільм Номінація-Премія Гільдії кіноакторів США за найкращу чоловічу роль другого плану Номінація-Премія Гільдії кіноакторів США за найкращий акторський склад в ігровому кіно |
| 2003      | Радіо                         | тренер Гарольд Джонс             | |
| 2003      | Заплямована репутація         | Лестер Фарлі                     | |
| 2003      | Шоу століття                  | Оскар Вогель                     | |
| 2005      | Емпайр-Фоллс                  | Майлс Робі                       | Номінація-Премія «Золотий глобус» за найкращу чоловічу роль — міні-серіал або телефільм Номінація — Премія Satellite Awards за найкращу чоловічу роль — міні-серіал або телефільм Номінація — Премія Гільдії кіноакторів США за найкращу чоловічу роль у телефільмі або мінісеріалі |
| 2005      | Проживаючи зиму               | Дон Голден                       | |
| 2005      | Виправдана жорстокість        | Карл Фогарті                     | |
| 2006      | Два квитки до раю             | Мелвілль                         | |
| 2006      | Як Бетховен                   | Людвіг ван Бетховен              | |
| 2006      | Геноцид вірмен                | американський консул Леслі Девіс | документальний фільм |
| 2007      | Бувай, дитинко, бувай         | детектив Ремі Брессант           | |
| 2007      | Чистильник                    | Едді Лоренцо                     | |
| 2007      | Скарб нації 2: Книга Таємниць | Мітч Вілкінсон                   | |
| 2008      | Біля будинку                  | Чарлі Вінстон                    | |
| 2008      | Аппалуза                      | Вірджіл Коул                     | також автор сценарію та режисер |
| 2009      | Одного разу занепалий         | Ліам                             | |
| 2010      | Шлях додому                   | містер Сміт                      | |
| 2010      | Call of Duty: Black Ops       | Джейсон Гадсон                   | озвучка |
| 2011      | Ось я який                    | містер Саймон                    | |
| 2011      | Бульвар порятунку             | доктор Пол Блейлок               | |
| 2012      | Гра змінилася                 | Джон Маккейн                     | Премія «Золотий глобус» за найкращу чоловічу роль другого плану — міні-серіал, телесеріал або телефільм Номінація — Премія «Еммі» за найкращу чоловічу роль другого плану в міні-серіалі або фільмі Номінація — Премія Гільдії кіноакторів США за найкращу чоловічу роль у телефільмі або мінісеріалі                                                                                         |
| 2012      | На межі                       | Девід Інглендер                  | |
| 2013      | Кров'ю та потім: Анаболіки    | Ед Дюбуа                         | |
| 2013      | Крізь сніг                    | Вілфорд                          | |
| 2013      | Фантом                        | Капітан Демі                     | |
| 2015      | Втеча в ніч                   | Шон Маґвайер                     | |
| 2016-2020 | Край «Дикий Захід»            | Людина у чорному                 | |
| 2017      | Мати!                         | Чоловік                          | |
| 2017      | Кодахром                      | Бенжамін Ашер Райдер             | |
| 2020      | Опір                          | генерал Джордж Паттон            | |
| 2021      | Незнайома дочка               | Лайл                             | |
| 2022      | Топ Ґан: Меверік              | контрадмірал                     | |
| 2025      | Диво-людина                   | Ніл Сароян                       | |
| TBA       | Довгий день йде в ніч         | Джеймс Тайрон                    | |

## Премії та номінації
Лауреат премії «Золотий глобус» за 1998 рік за роль у фільмі «Шоу Трумена» (номінувався також за підсумками 1989, 1995, 2002 і 2005 років).
Також 4 рази номінувався на премію «Оскар» (1995, 1998, 2000, 2002).